# TGV Sud-Est
Pour l’article homonyme, voir LGV Sud-Est (ligne d'infrastructure ferroviaire).
,,,,
Le TGV Sud-Est, également appelé TGV PSE (Paris – Sud-Est) ou TGV SE, est la première génération des TGV de la Société nationale des chemins de fer français (SNCF). Il est caractérisé notamment par sa livrée originelle orange.
Les premières rames ont été construites dès 1978 et mises en service commercial à partir de 1980 (après une campagne d'essais), pour assurer notamment les TGV Paris – Lyon à l'ouverture de la LGV Sud-Est en 1981 ; les dernières rames sont sorties d'usine en 1986. Une version « tricourant » fut créée pour desservir la Suisse ; tous les éléments concernés ont été radiés dès 2012. Par ailleurs, les rames « bicourant » sont retirées du service entre 2012 et 2019, puis radiées à leur tour jusqu'en 2021.

## Historique
Le document technique de 1975 mentionne une « version mixte », disposant d'équipements de traction thermique dérivés de ceux du TGV 001, ce qui aurait alors permis de desservir des lignes non électrifiées. Cette version de rames Sud-Est n'a cependant jamais existé.
Les premières rames furent construites à partir de 1978. Celles numérotées 01 et 02, surnommées « Patrick » et « Sophie », sont testées à 260 km/h pendant deux ans sur la ligne de la plaine d'Alsace (entre Strasbourg et Colmar), sous caténaire 25 kV – 50 Hz (ce qui correspond aux conditions d'exploitation de la future LGV Sud-Est). Par la suite, des essais sous caténaire 1 500 V continu sont réalisés, entre Les Aubrais et Vierzon ou encore sur la grande ligne droite entre Facture et Morcenx, mais également dans la rampe de Capvern (pente de 33 ‰, ce qui équivaut aux rampes de 35 ‰ de la LGV Sud-Est).
La rame 16 a par ailleurs battu un record de vitesse sur ladite LGV, en atteignant les 380 km/h le 26 février 1981,,. La mise en service commercial des rames Sud-Est intervient dès 1980, sur des relations entre Paris et Lyon par la ligne classique,. Le 27 septembre 1981, a lieu l'ouverture de la première section de cette LGV, quelques jours après son inauguration officielle par le président François Mitterrand (le 22), permettant alors des circulations commerciales à grande vitesse.
Les rames TGV Sud-Est furent à l'origine limitées à 260 km/h en service commercial, puis à 270 km/h dès l'été 1982. Elles ont été modifiées (remplacement des bogies par les nouveaux Y 256 et Y 257, rapport d'engrenages modifié, refroidissement du transformateur amélioré), et peuvent maintenant atteindre 300 km/h (néanmoins, certaines rames, désormais radiées, en particulier celles tritension utilisées par Lyria, sont restées limitées à 270 km/h).
Lors de leur mise en service, les rames PSE étaient en livrée orange vif. La rame 84 sera la dernière en livrée orange à passer en révision aux ateliers SNCF de Bischheim, du 22 mai au 19 juillet 2001. Elles portent ensuite la livrée « gris métallisé à bande bleu Atlantique », applicable à la majorité des autres séries de TGV, et ont subi une rénovation profonde comme l'ensemble du parc encore en design « Roger Tallon ».

La livrée orange originale :
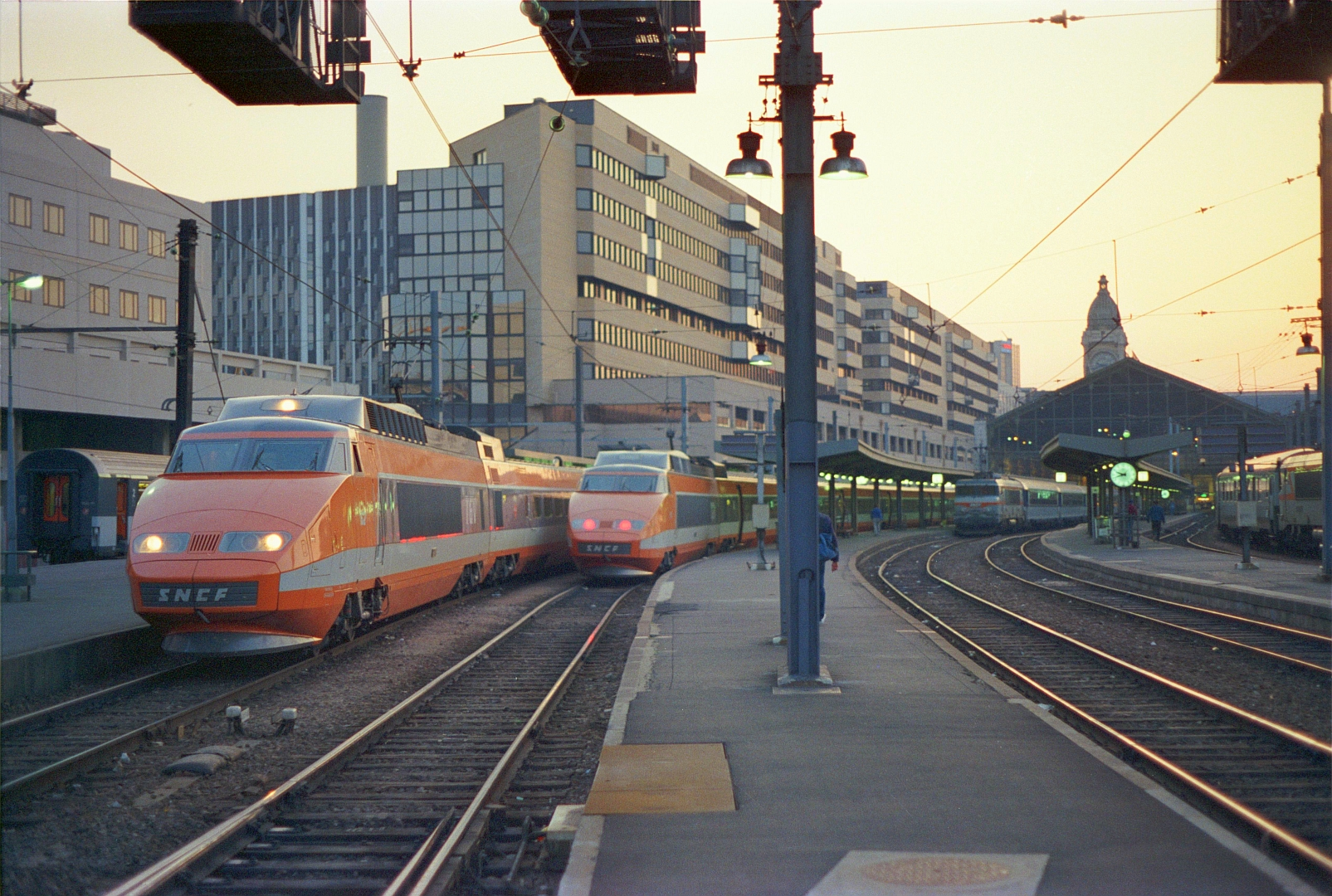
Deux rames (portant le logo de la SNCF sur leurs trappes frontales) à Paris-Gare-de-Lyon, le 24 mai 1987.
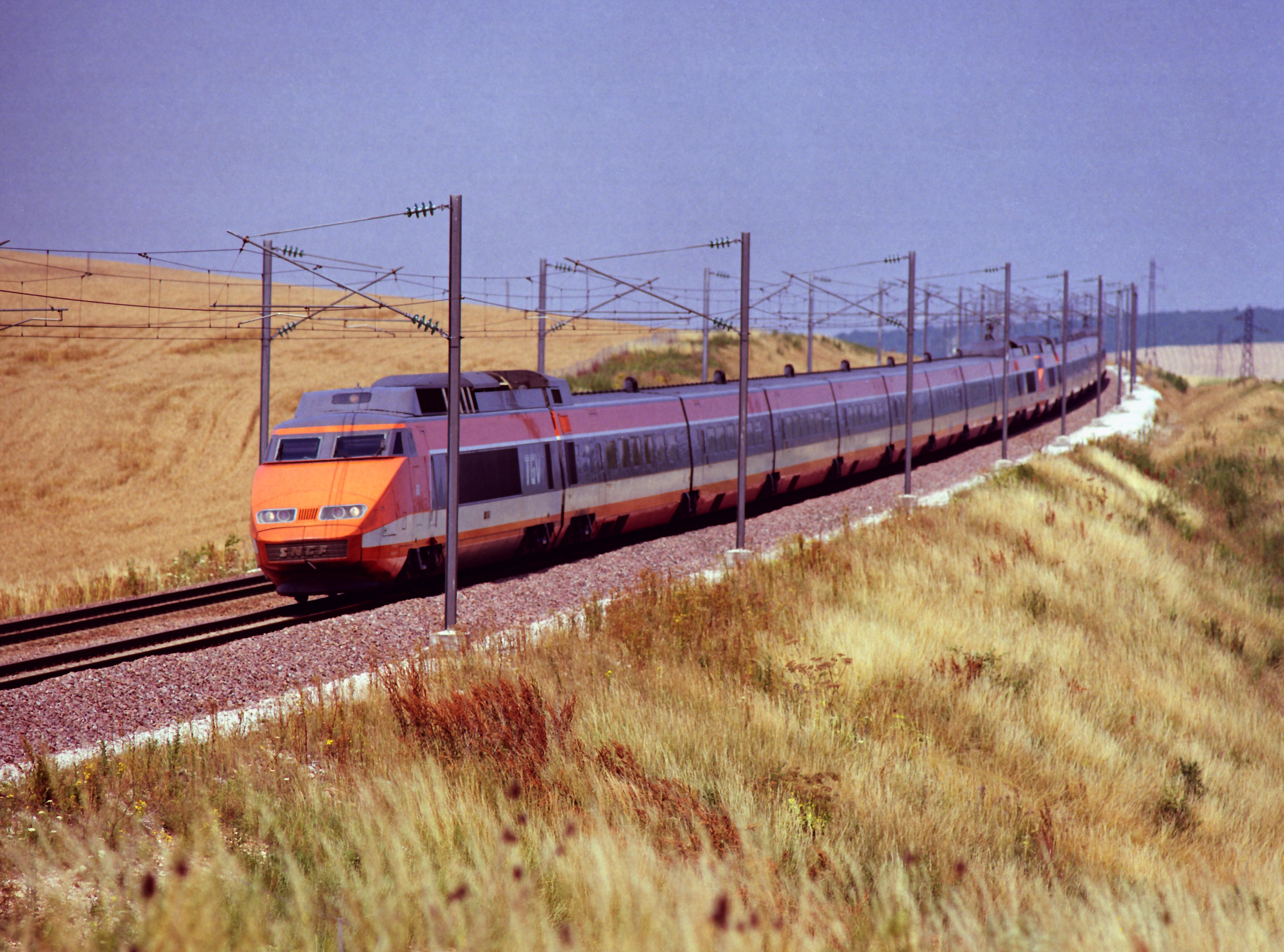
UM de rames à destination de Dijon, en juillet 1984.

Depuis la période comprise entre 2002 et 2004, une partie des rames Sud-Est « bicourant » circulent sur la LGV Nord, en remplacement des rames Réseau « bicourant » (qui iront ultérieurement assurer des services sur la LGV Est européenne). C'est finalement devenu leur principale utilisation, compte tenu des nombreuses radiations d'éléments de cette série, ainsi que des divers changements d'affectation dans le parc TGV en général (évoqués ci-après). Les mêmes rames PSE sont à leur tour remplacées par des TGV Duplex sur les dessertes empruntant la LGV Méditerranée (où cette dernière série, de plus grande capacité, répond à la hausse de fréquentation).
Depuis 2011, les rames ont pour la plupart plus de 30 ans. Certaines d'entre elles sont rénovées, en recevant la livrée Carmillon et un nouvel aménagement intérieur. Les autres sont progressivement retirées du service depuis 2012, puis radiées, avant d'être désamiantées et recyclées par la SME à Culoz (à l'exception d'éléments préservés, essentiellement à la Cité du train). C'est notamment le cas des rames « tricourant » (110 à 118, toutes radiées entre le 20 décembre 2012 et le 8 février 2013). Les rames « bicourant » sont ainsi progressivement remplacées par des rames Duplex et Euroduplex, tandis que les rames tricourant ont toutes été remplacées par des rames POS et des 2N2.
En 2012, la SNCF a envisagé d'utiliser des rames TGV Sud-Est afin d'assurer des relations Intercités, en remplacement de l'ancien matériel Corail Téoz et Lunéa,, avant de passer commande de trains neufs en 2013 (en l'occurrence des rames Coradia Liner).
Depuis le 14 décembre 2014, les TGV Sud-Est ne desservent plus l'Est et le Sud de la France depuis Paris (à l'exception des relations ayant pour destination Chalon-sur-Saône, Besançon, Grenoble, Annecy ou Miramas, jusqu'en décembre 2018) ; les rames Duplex assurent désormais les liaisons concernées.
Les dernières rames Sud-Est (en l'occurrence celles ayant bénéficié de la « rénovation 3 ») devaient être à leur tour radiées à partir de 2023, à l'occasion de la mise en service progressive d'un nouveau type de TGV (codéveloppé par Alstom et la SNCF). Toutefois, une première vague de radiations de ces dernières rames intervient fin 2018 et début 2019, à la suite du retrait du service de treize d'entre elles en décembre 2018. Finalement, les rames restantes sont retirées du service en décembre 2019 (elles sont alors remplacées par des Duplex et des POS), puis sont radiées en 2020 et 2021.

## Caractéristiques

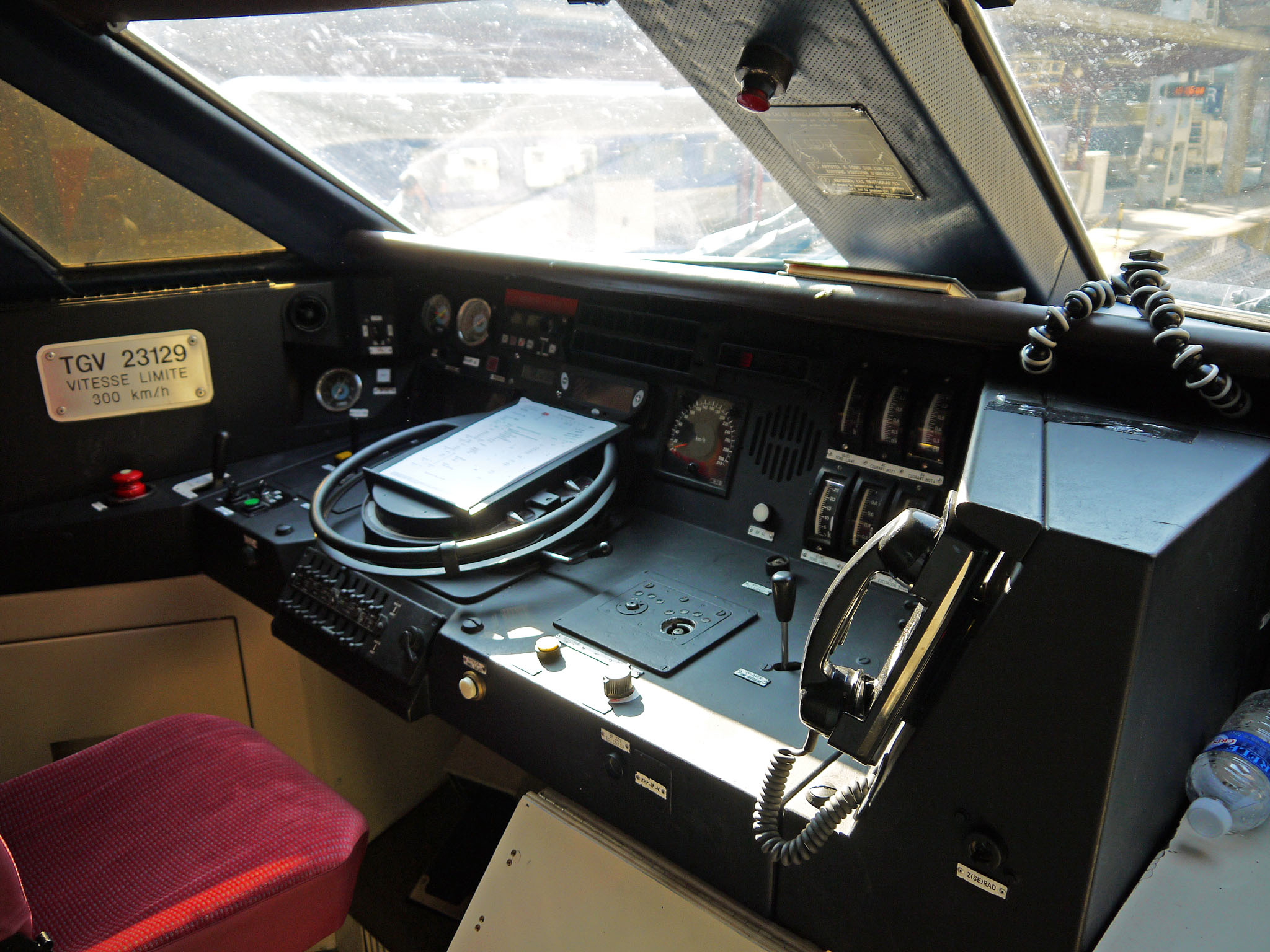
Cabine de conduite de la motrice 23129 (rame 65), en 2011.

Les TGV Sud-Est sont divisés en deux catégories, en fonction de leur compatibilité électrique :
- les rames bitension dites « bicourant » (1 500 V continu et 25 kV – 50 Hz) ;
- les rames tritension dites « tricourant », fonctionnant également sous le courant 15 kV – 16 ²⁄₃ Hz (puis 16,7 Hz à partir de 1995), permettant de circuler en Suisse.

Le TGV Sud-Est peut uniquement être couplé en unité multiple avec un autre TGV Sud-Est ou avec un TGV postal (ce dernier type n'est plus en circulation depuis juin 2015, et tous ses éléments ont été radiés par la suite).
Les rames numérotées 33 à 38 étaient à l'origine uniquement aménagées en 1re classe, avec 287 places.
Les voitures sont dotées de baies à double vitrage, avec une vitre extérieure semi-réfléchissante de 10 mm d'épaisseur, une vitre intérieure en verre « Sécurit » de 5 mm, et un vide d'air de 30 mm. Les vitres frontales des motrices (cabines de conduite) peuvent résister à la projection d'une bouteille de 300 grammes lancée à la vitesse du son.

## Service

### Relations réalisées par les rames bicourant
Les rames « bicourant » ont effectué les liaisons suivantes :
- Paris-Gare-de-Lyon – Lyon-Part-Dieu – Saint-Étienne (en remplacement de L'Aquilon, qui desservait Lyon-Perrache) ;
- Paris-Gare-de-Lyon – Lyon-Part-Dieu (en remplacement de Lyon-Brotteaux) – Lyon-Perrache ;
- Paris-Gare-de-Lyon – Marseille / Toulon – Nice – Vintimille ;
- Paris-Gare-de-Lyon – Nîmes – Montpellier – Béziers – Perpignan ;
- Paris-Gare-de-Lyon – Bellegarde – Genève-Cornavin ;
- Paris-Gare-de-Lyon – Bellegarde – Annemasse – Thonon-les-Bains – Évian-les-Bains ;
- Paris-Gare-de-Lyon – Bellegarde – Annemasse – Cluses – Sallanches - Combloux - Megève – Saint-Gervais-les-Bains-Le Fayet ;
- Paris-Gare-de-Lyon – Chambéry – Annecy ;
- Paris-Gare-de-Lyon – Chambéry – Albertville – Moutiers – Bourg-Saint-Maurice ;
- Paris-Nord – Lille (Lille-Flandres ou Lille-Europe), ainsi que les autres villes de l'ancienne région Nord-Pas-de-Calais desservies par TGV (le tout via la LGV Nord) : Arras, Valenciennes, Dunkerque, Calais, Boulogne-sur-Mer, Tourcoing, etc. Cela inclut également, pour certaines de ces villes, le service TERGV depuis Lille ;
- Lille – Nantes voire Le Croisic ;
- Lille – Rennes voire Saint-Malo ou Quimper ;
- Lille – Saint-Pierre-des-Corps – Bordeaux – Hendaye – Irun ;
- Lille – Saint-Pierre-des-Corps – Bordeaux – Toulouse ;
- Lille – Les Aubrais – Limoges – Brive-la-Gaillarde ;
- Lille – Dijon – Dole – Besançon-Viotte ;
- Lille – Dijon – Besançon Franche-Comté TGV – Belfort - Montbéliard TGV – Mulhouse ;
- Lille – Longueau – Lyon-Perrache ;
- Rouen – Versailles – Lyon-Perrache puis Avignon-Centre ;
- Melun – Marseille ;
- Cherbourg – Caen – Aéroport Charles-de-Gaulle – Dijon ;
- Paris-Gare-de-Lyon – Dijon – Dole – Besançon-Viotte ;
- Paris-Gare-de-Lyon – Besançon-Viotte – Montbéliard – Belfort ;
- Paris-Gare-de-Lyon – Dijon – Besançon Franche-Comté TGV – Belfort - Montbéliard TGV – Mulhouse ;
- Paris-Gare-de-Lyon – Dijon – Besançon Franche-Comté TGV – Besançon-Viotte ;
- Paris-Gare-de-Lyon – Montbard – Dijon – Beaune – Chalon-sur-Saône ;
- Paris-Gare-de-Lyon – Grenoble ;
- Paris-Gare-de-Lyon – Valence-Ville – Avignon-Centre – Miramas ;
- Dijon – Lyon-Part-Dieu – Montpellier – Toulouse ;
- Lyon-Part-Dieu – Montpellier – Toulouse – Bordeaux ;
- Marseille – Lyon-Part-Dieu – Bourg-en-Bresse – Besançon-Viotte – Strasbourg ;
- Montpellier – Lyon-Part-Dieu – Strasbourg ;
- Metz – Nancy – Dijon – Lyon-Part-Dieu – Marseille – Nice ;
- Genève – Lyon-Part-Dieu – Marseille – Nice ;
- Genève – Lyon-Part-Dieu – Montpellier ;
- Bâle – Mulhouse – Lyon-Part-Dieu – Marseille ;
- Marseille – Montpellier – Bordeaux.

### Lignes de Suisse parcourues par les rames tricourant

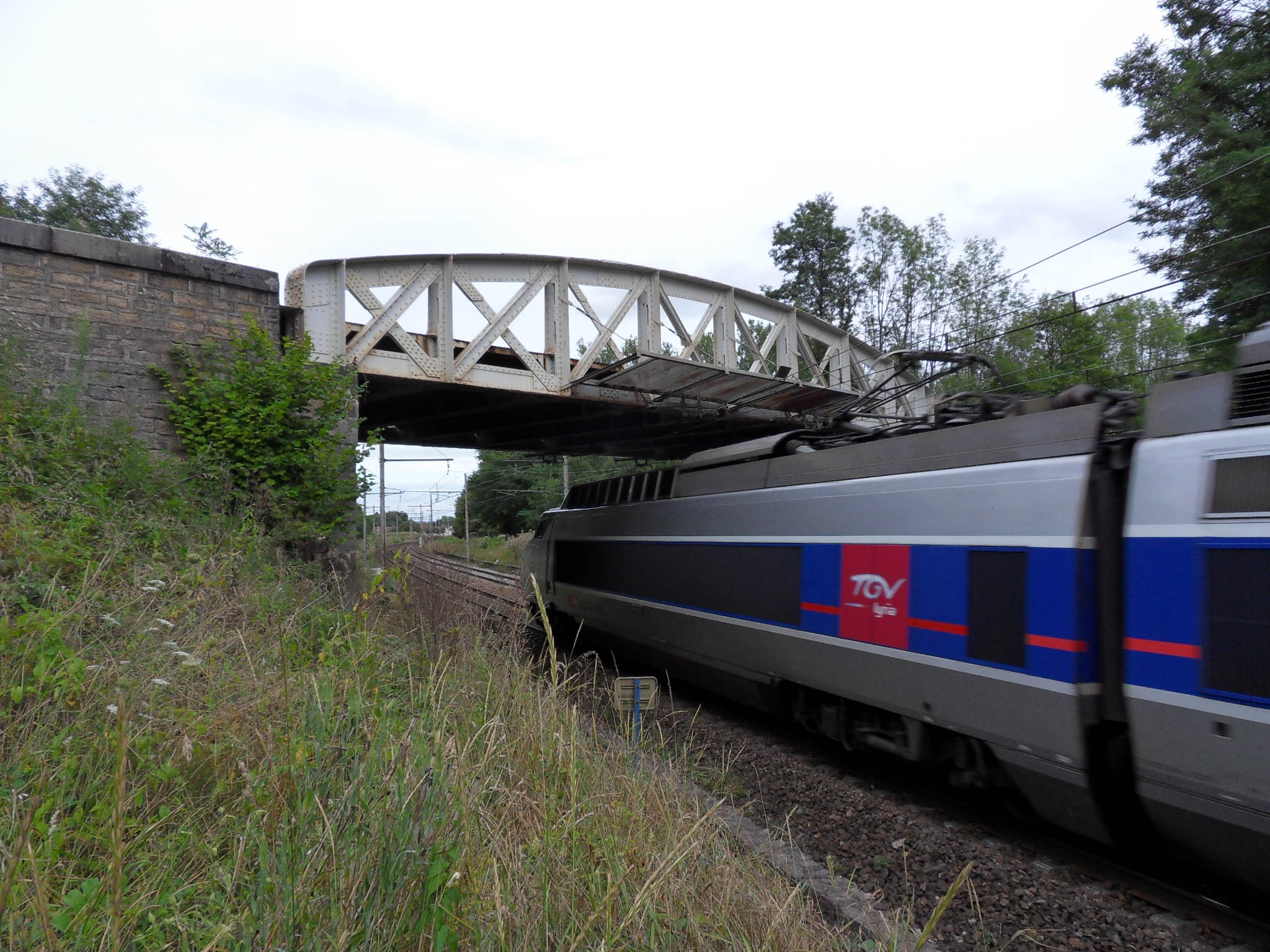
Rame tricourant (avec le premier logo TGV Lyria), passant sous l'ancien saut-de-mouton situé non loin de la gare de Villers-les-Pots, en 2010.

Les rames « tricourant » (110 à 118) étaient affectées à la filiale commune, créée par la SNCF et les Chemins de fer fédéraux suisses (CFF), pour l'exploitation des relations franco-suisses sous le nom de Lyria — anciennement « Ligne de Cœur ». Deux d'entre elles (112 et 114) étaient la propriété des CFF (avec leur logo apposé sur les flancs des motrices). Au changement de service de décembre 2012, toutes ces rames ont cessé leur service (avant d'être radiées) et ont été remplacées par les rames POS (elles-mêmes remplacées, sur la LGV Est européenne, par les TGV Euroduplex au même moment), ces dernières étant désormais toutes affectées à Lyria.
Voici donc les principales affectations des rames Sud-Est tricourant, au cours de leur carrière, en direction ou en provenance de la Suisse :

#### Vallorbe – Lausanne – (Brigue)
Les trains empruntaient la ligne classique Paris – Marseille pour quitter Paris, puis la LGV Sud-Est jusqu'à la bifurcation de Pasilly. Leur trajet se poursuivait ensuite jusqu'à Dijon par ladite ligne classique. Ils continuaient alors sur la ligne Dijon – Vallorbe jusqu'à la frontière avec la Suisse, puis achevaient leur trajet jusqu'à Lausanne par la ligne de Lausanne à Vallorbe. Les TGV des neiges remontaient ensuite la vallée du Rhône jusqu'à Brigue, par la ligne du Simplon.
Il y avait plusieurs relations par jour entre Paris et Lausanne, tandis que les TGV des neiges furent prolongés les week-ends en direction du Valais (pour les skieurs). Une nouvelle offre était venue s'ajouter durant l'été concernant la même relation en Bas-Valais, également les week-ends.

#### Les Verrières – Neuchâtel – Berne – Zurich
La ligne est la terminaison des relations Paris – Frasne – Pontarlier, jusqu'à Berne et Zurich.
Les TGV Sud-Est abandonnent successivement ces dessertes, en raison de :
- l'ouverture de la LGV Est européenne en juin 2007, avec la relation Paris – Zurich tracée par Mulhouse et Bâle ;
- la mise en service commercial de la LGV Rhin-Rhône en décembre 2011, avec la liaison Paris – Berne qui, à son tour, passe par Mulhouse et Bâle (en outre, le trajet Paris – Zurich emprunte désormais cette dernière LGV).

## Les rénovations

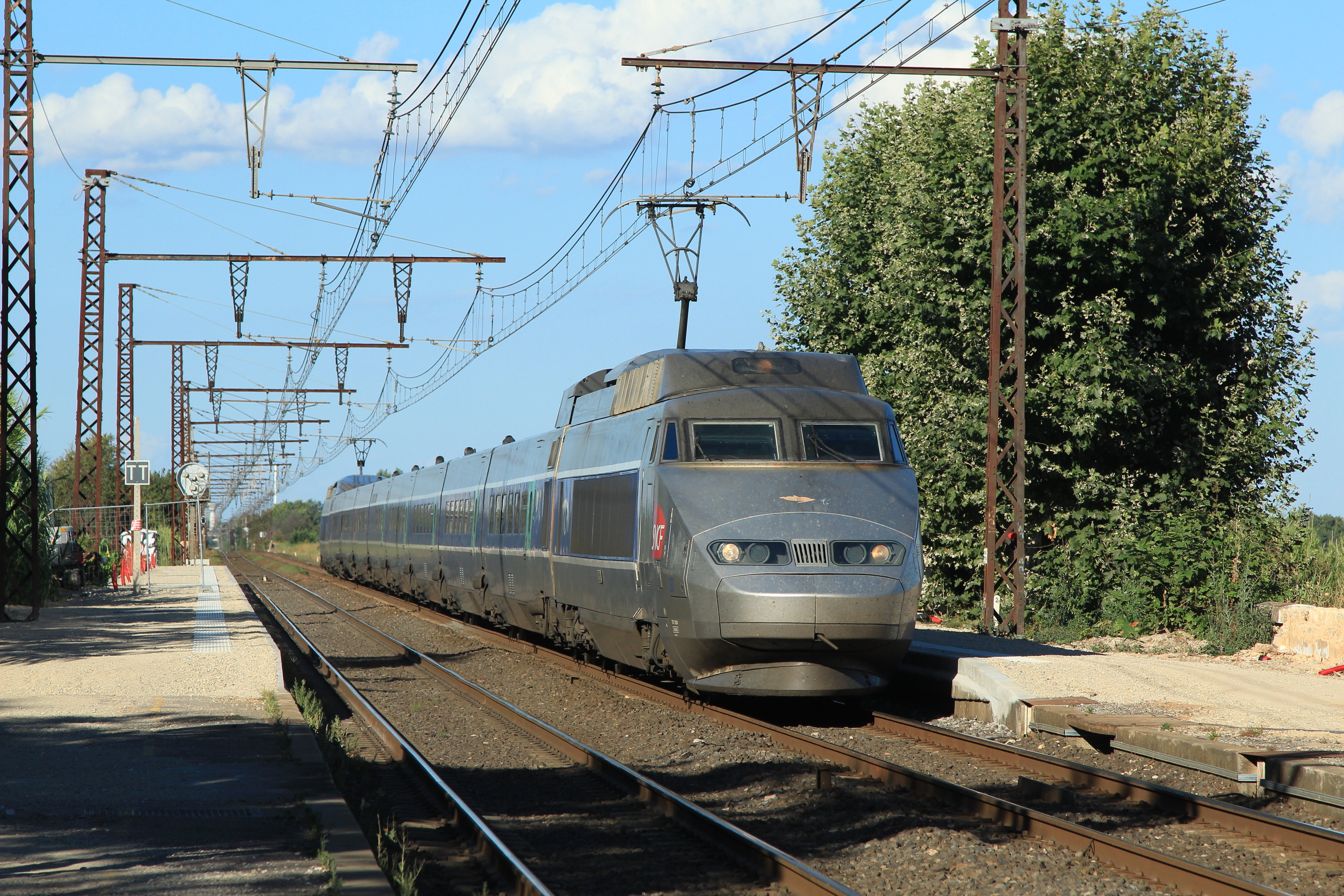
La rame 37 traversant la gare de Baillargues, en juillet 2013.

Lors de leur passage en révision entre 1996 et 2001, l'intérieur a été refait et la livrée extérieure harmonisée avec les autres types de TGV, avec les couleurs gris métallisé et bleu. Dès lors, la livrée orange n'existant plus, les TGV Sud-Est ne se différencient des TGV Atlantique (ainsi que des TGV Réseau) que par leur profil, leurs pantographes, leur motorisation et leurs aménagements intérieurs.
Les rames Sud-Est dépendent du dépôt de l'EIM TGV PSE (Établissement industriel de maintenance des TGV de Paris Sud-Est) pour les rénovations « 1 » et « Lyria », et de l'EIMM (Établissement industriel de maintenance du matériel) Le Landy pour la « rénovation 2 ».

### La rénovation 1
La « rénovation 1 » reprend le schéma de trois voitures de première classe, quatre de seconde et une voiture-bar.
La liste des modifications est la suivante :
- TVM 430 (rames V300) ou TVM 300 (rames V270) ;
- modification du rapport d'engrenages ;
- application du signal d'alarme à frein inhibable (SAFI ; possibilité pour le conducteur de différer un arrêt d'urgence) ;
- application de la détection incendie (DNI) ;
- application de la mini-étanchéité ;
- application du frein haute puissance ;
- concernant les aménagements intérieurs :
  - espaces famille,
  - nurserie,
  - toilettes modernisées,
  - éclairage deux positions,
  - liseuses halogènes,
  - porte-bagages à deux niveaux,
  - sièges inclinables en 2de classe, avec pas augmenté de 4 centimètres,
  - nombre initial de places de 368, abaissé à 350 dont 110 en 1re classe.

Les rames 33 à 37, 100 et 102, 1re classe de construction, sont converties en rames mixtes des deux classes, mais toujours avec un petit espace bar dans la R4.
Les 47 rames bicourant TVM 430 V300 équipées SAFI rénovées 1 sont : les 02, 05, 06, 11, 12, 15, 16, 18 à 21, 24 à 32, 41, 43 à 55, 58, 59, 62 à 67, 69, 73, 74, 76 et 77.
Les 9 rames bicourant TVM 300 V270 rénovées 1 sont : les 33 à 37, 60, 61, 100 et 102.
Les 9 rames tricourant TVM 300 V270 (110 à 118) sont également rénovées 1.

### La rénovation 2
La « rénovation 2 » passe à deux voitures de première classe et cinq de seconde.
La liste des modifications est la suivante :
- TVM 430 V300 ;
- modification du rapport d'engrenages ;
- application de la prise 900V sur le transformateur 25 kV (pour une meilleure accélération de la rame sur ligne classique) ;
- application du signal d'alarme à frein inhibable (SAFI ; possibilité pour le conducteur de différer un arrêt d'urgence) ;
- application de la détection incendie (DNI) ;
- application de la mini-étanchéité ;
- application du frein haute puissance ;
- concernant les aménagements intérieurs :
  - espaces famille,
  - nurserie,
  - toilettes modernisées,
  - éclairage deux positions,
  - liseuses halogènes,
  - porte-bagages à deux niveaux,
  - bagagerie au centre de chaque voiture,
  - local à vélos,
  - local accueil commercial ASCT,
  - rénovation du bar,
  - 2de classe avec pas augmenté de 8 centimètres,
  - R3 de 1re classe convertie en 2de classe,
  - nombre initial de places de 368, abaissé à 345 dont 69 en 1re classe.

Les 46 rames bicourant TVM 430 V300 rénovées 2 sont : les 01, 03, 04, 06 à 10, 12 à 14, 17, 19, 22, 23, 31, 39 à 42, 56, 57, 60, 68, 71, 72, 75, 78 à 87, 89 à 98, 101.

### La rénovation 3
La « rénovation 3 », réalisée au technicentre de Romilly dans les années 2010,, concerne 34 éléments (au lieu de 60 initialement prévus) de rénovation 1 et 2,. La livrée du TGV change (il devient Carmillon), une OPPR (opération de prolongement de parcours) est réalisée et l'aménagement intérieur est également rénové (le « Nouveau Design »),.
La rame 15 a arboré la nouvelle livrée Carmillon, en tant que « rame mannequin », lors de la « Fête des 30 ans du TGV » organisée par la SNCF à la gare de Lyon (Paris), le 24 septembre 2011 ; une plaque commémorative a été à cette occasion appliquée sur l'une des motrices, et fut dédicacée par Nathalie Kosciusko-Morizet, Guillaume Pepy et Michèle Laroque. Cette livrée, sur laquelle la mention du numéro de la rame était alors remplacée par 01, n'était qu'éphémère, et la rame est redevenue bleue et grise après la manifestation. Les premières rames en livrée Carmillon ont été officiellement mises en service en décembre 2011, lors de l'ouverture de la LGV Rhin-Rhône,.
Le nombre de places varie selon le sous-parc : pour les rames antérieurement passées en rénovation 1, ce nombre est de 342 dont 104 en 1re classe ; pour celles antérieurement passées en rénovation 2, il est de 355 dont 65 en 1re.
Les 34 rames rénovées 3, à la fois au niveau de la livrée et de l'aménagement intérieur, sont :
- rames bicourant TVM 430 V300 ex-rénovation 1 : les 02, 05, 11, 15, 16, 18, 20 (ex-remorques de la 59), 21, 24, 25, 27, 44, 45, 64 et 74 ;
- rames bicourant TVM 430 V300 ex-rénovation 2 : les 01, 03, 04, 06 à 09, 12 à 14, 17, 19, 23, 31, 39 à 42, 60.

Depuis la fin de 2017, seules ces 34 rames représentent la série des TGV Sud-Est. Une partie d'entre elles est radiée fin 2018 et début 2019, les rames restantes étant à leur tour radiées en 2020 et 2021.

La livrée Carmillon :
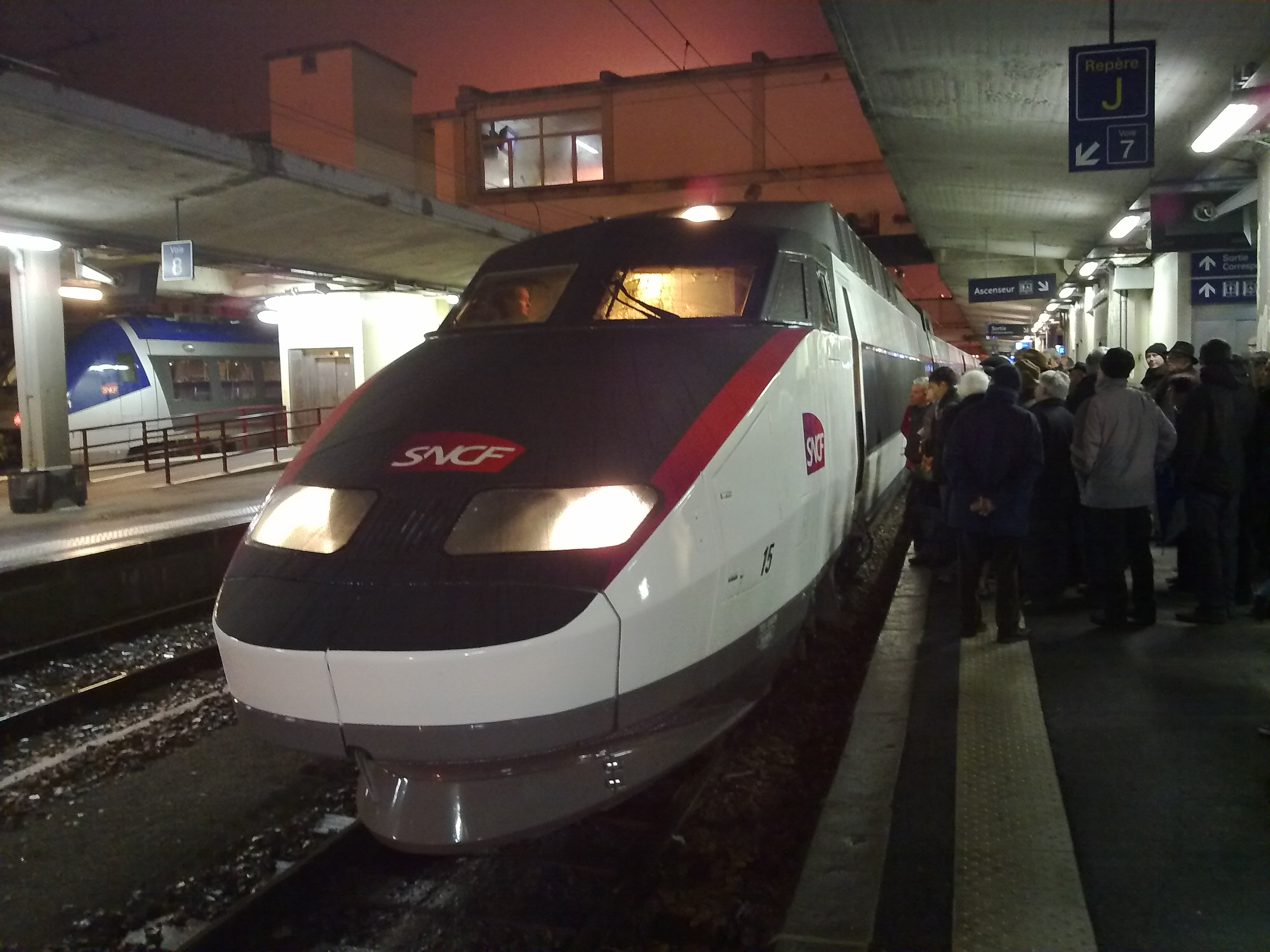
La rame 15 à Mulhouse, en 2011.
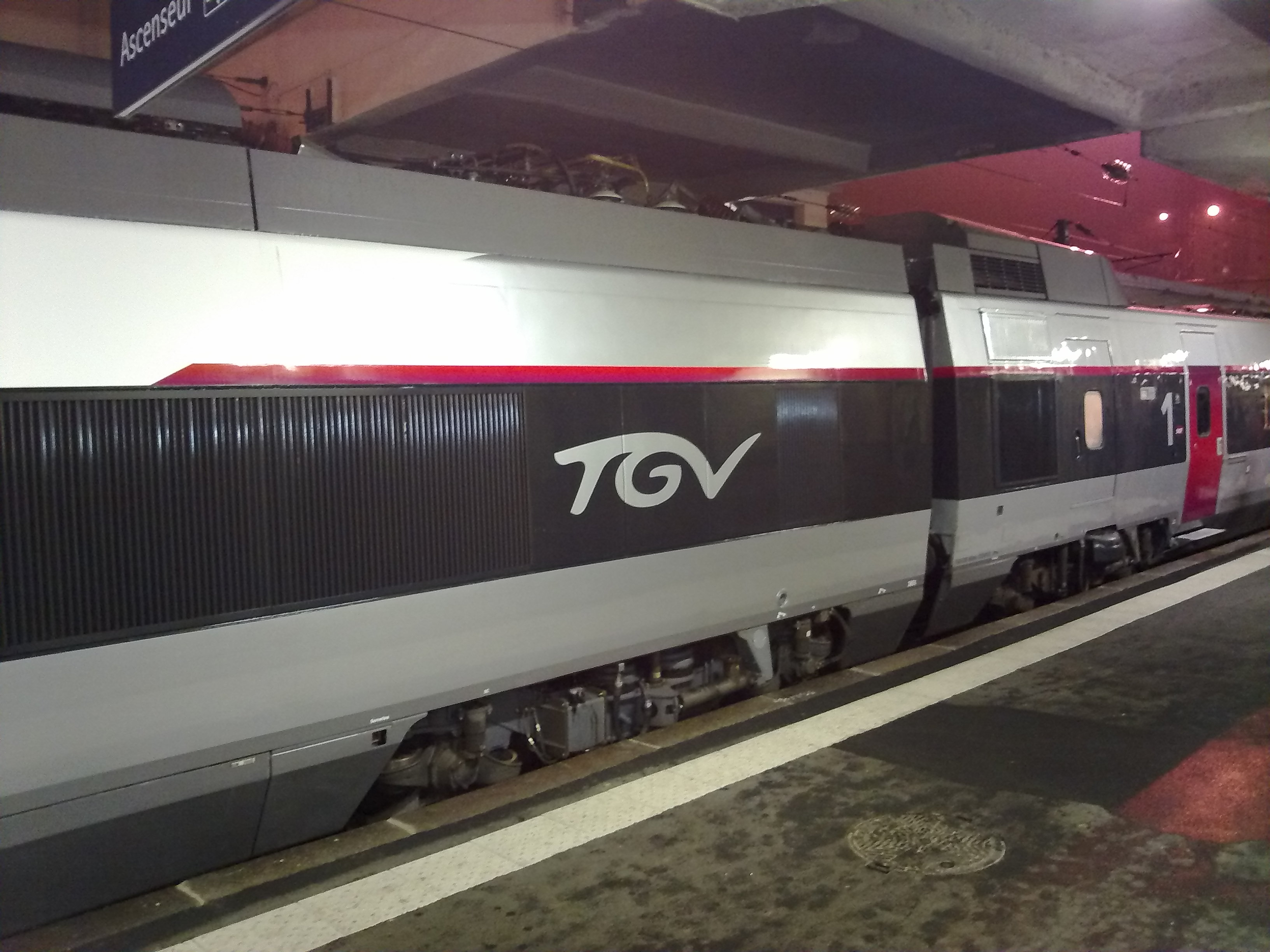
La même rame 15 à Mulhouse, toujours en 2011.
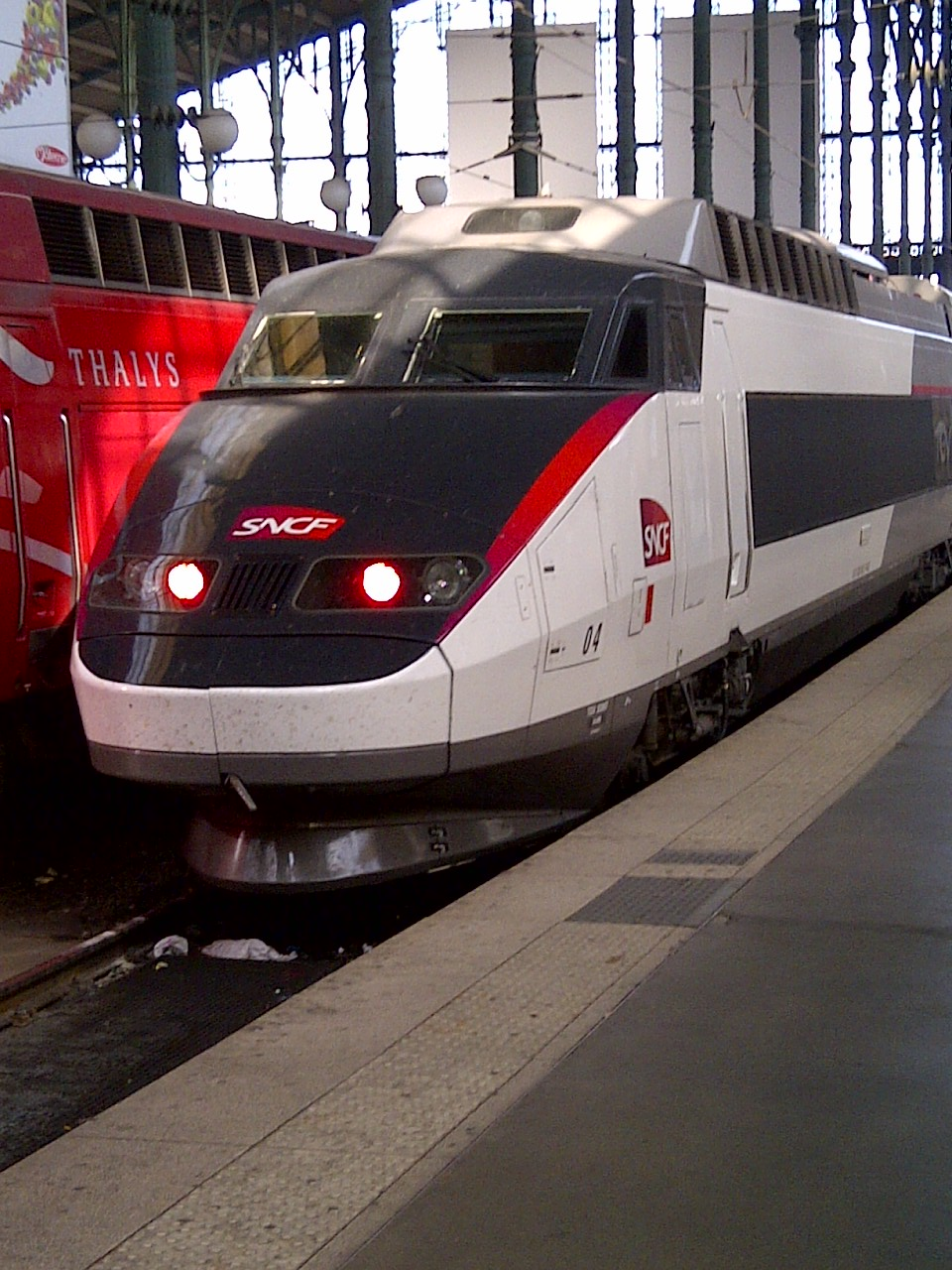
La rame 04 à Paris-Nord, en 2012.
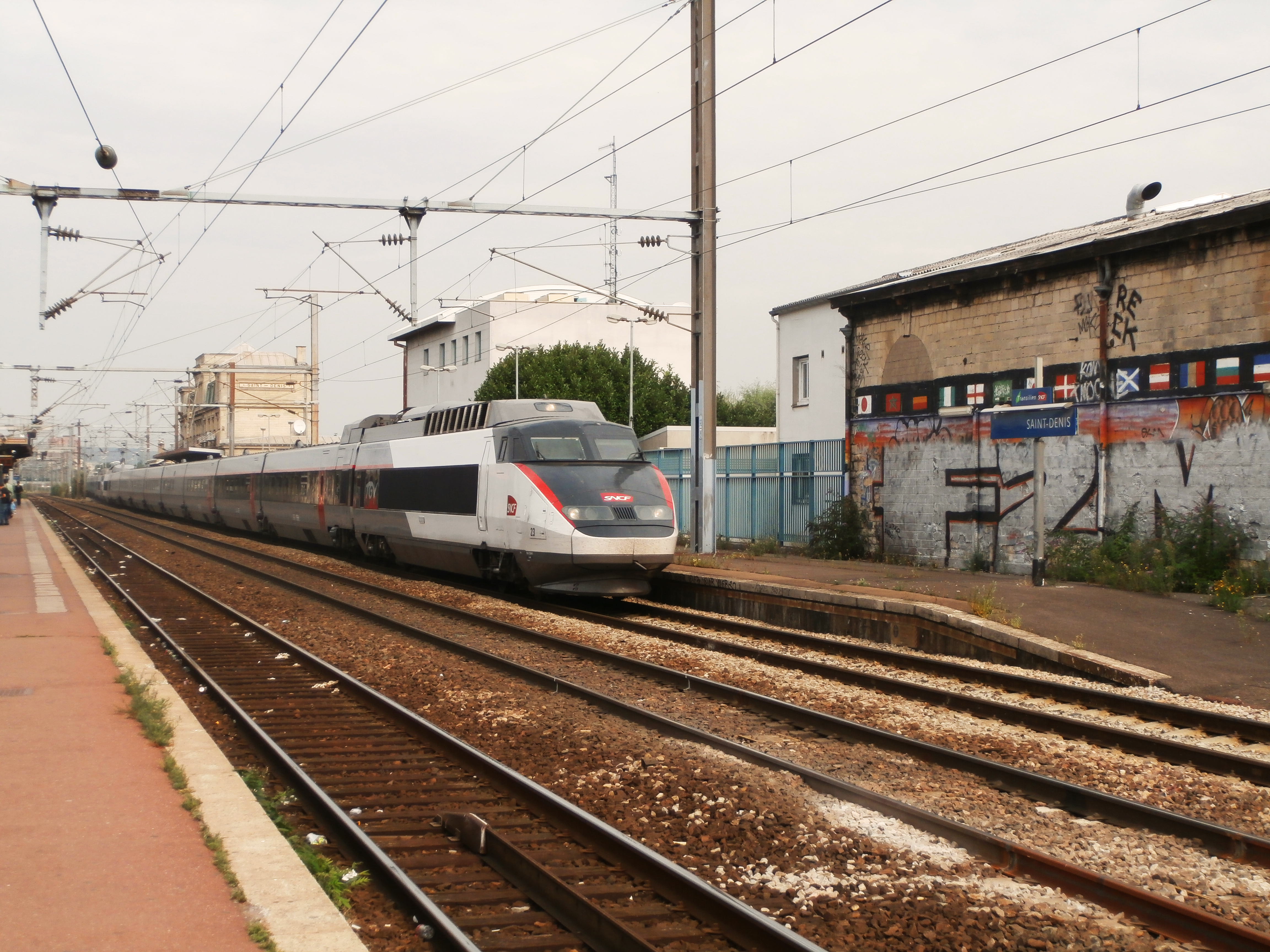
La rame 23 traversant la gare de Saint-Denis, également en 2012.

La rénovation intérieure des rames :
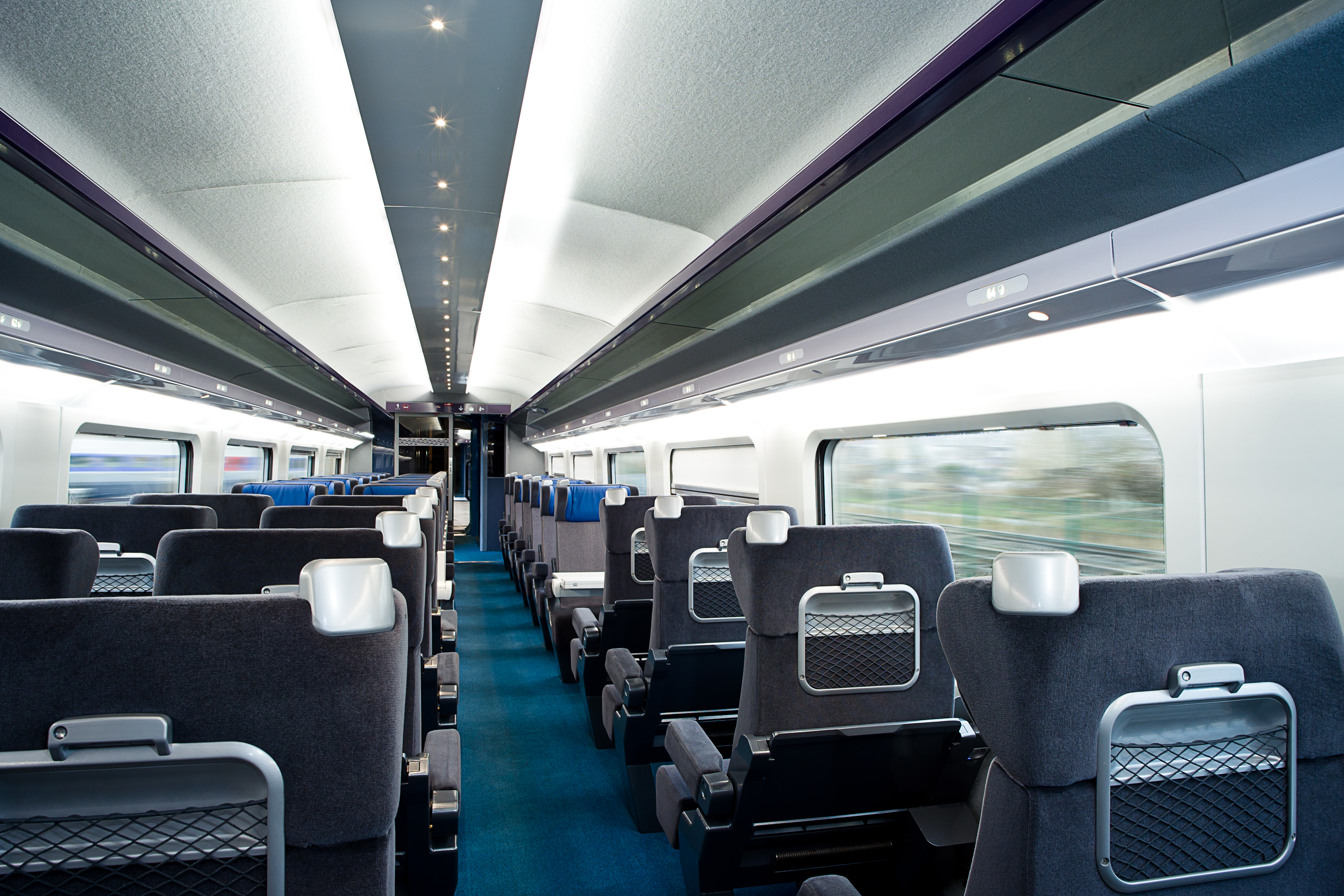
En 1re classe.
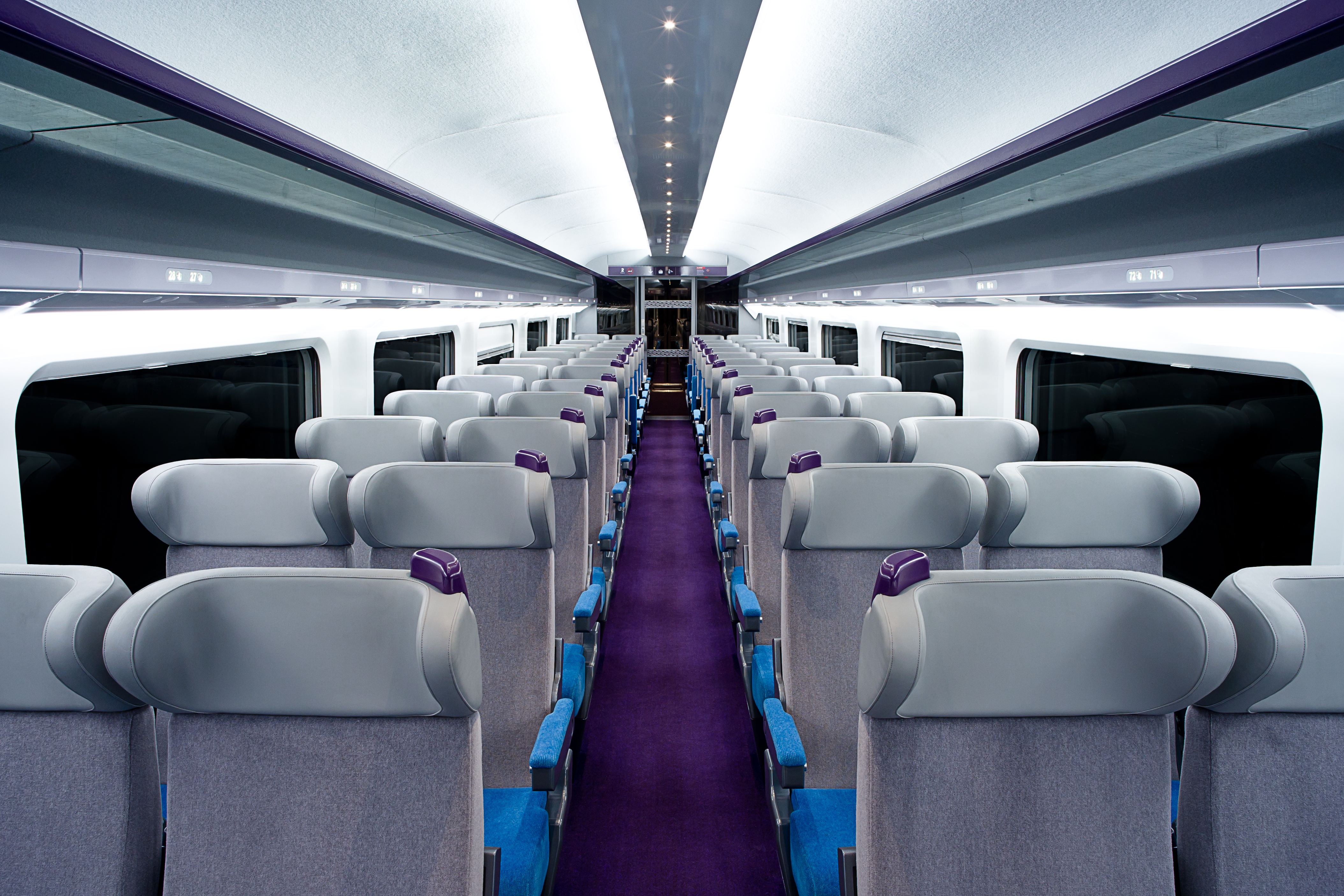
En 2de classe.
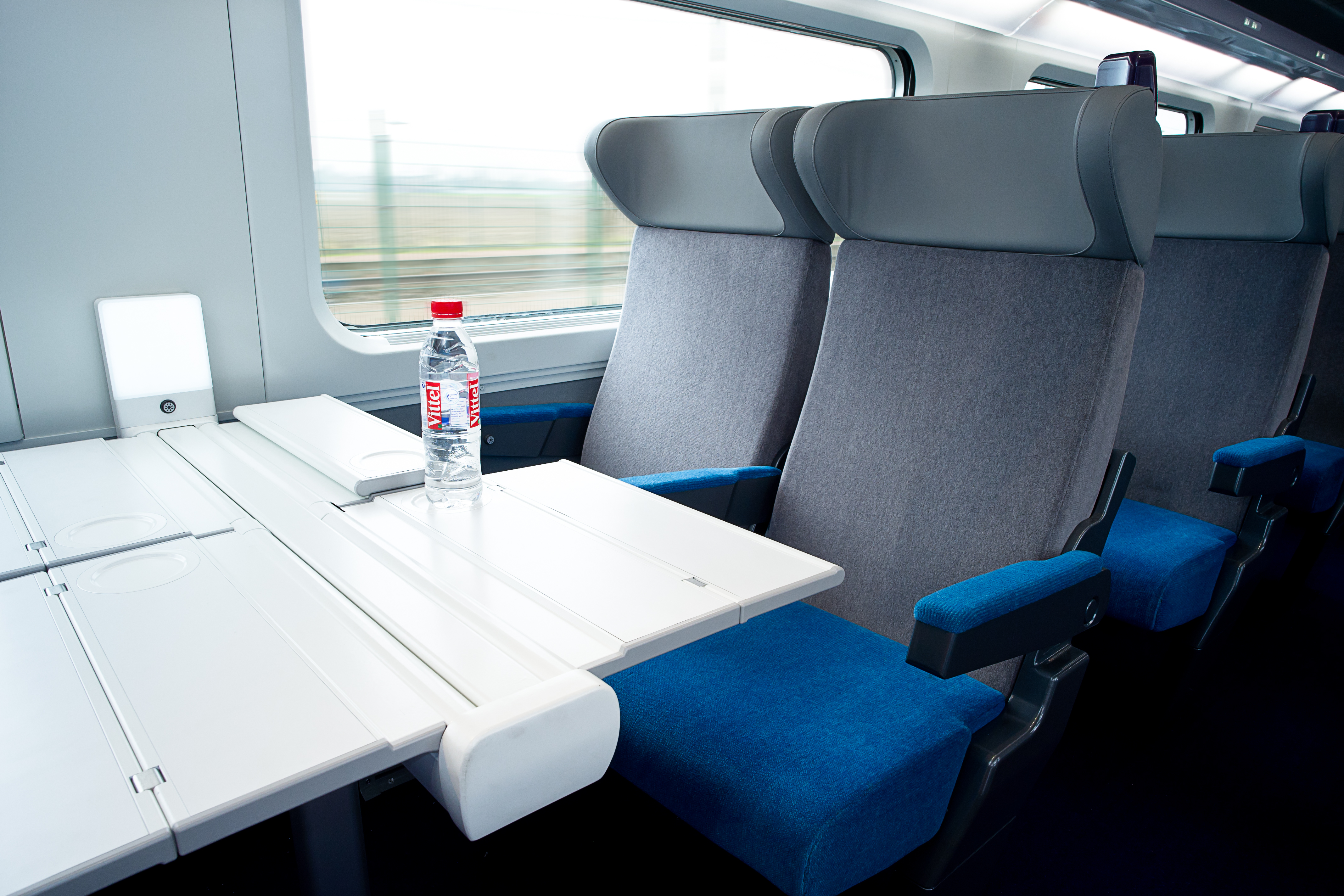
Détail des sièges, en 2de classe.

## Dépôts titulaires
Les dépôts titulaires des rames — listées dans le tableau ci-dessous —, ou Supervisions techniques de flotte (STF), étaient, avant leur radiation :
- Le Landy (STF TGV Nord) ;
- Paris Sud-Est (STF TGV).

## Rames particulières

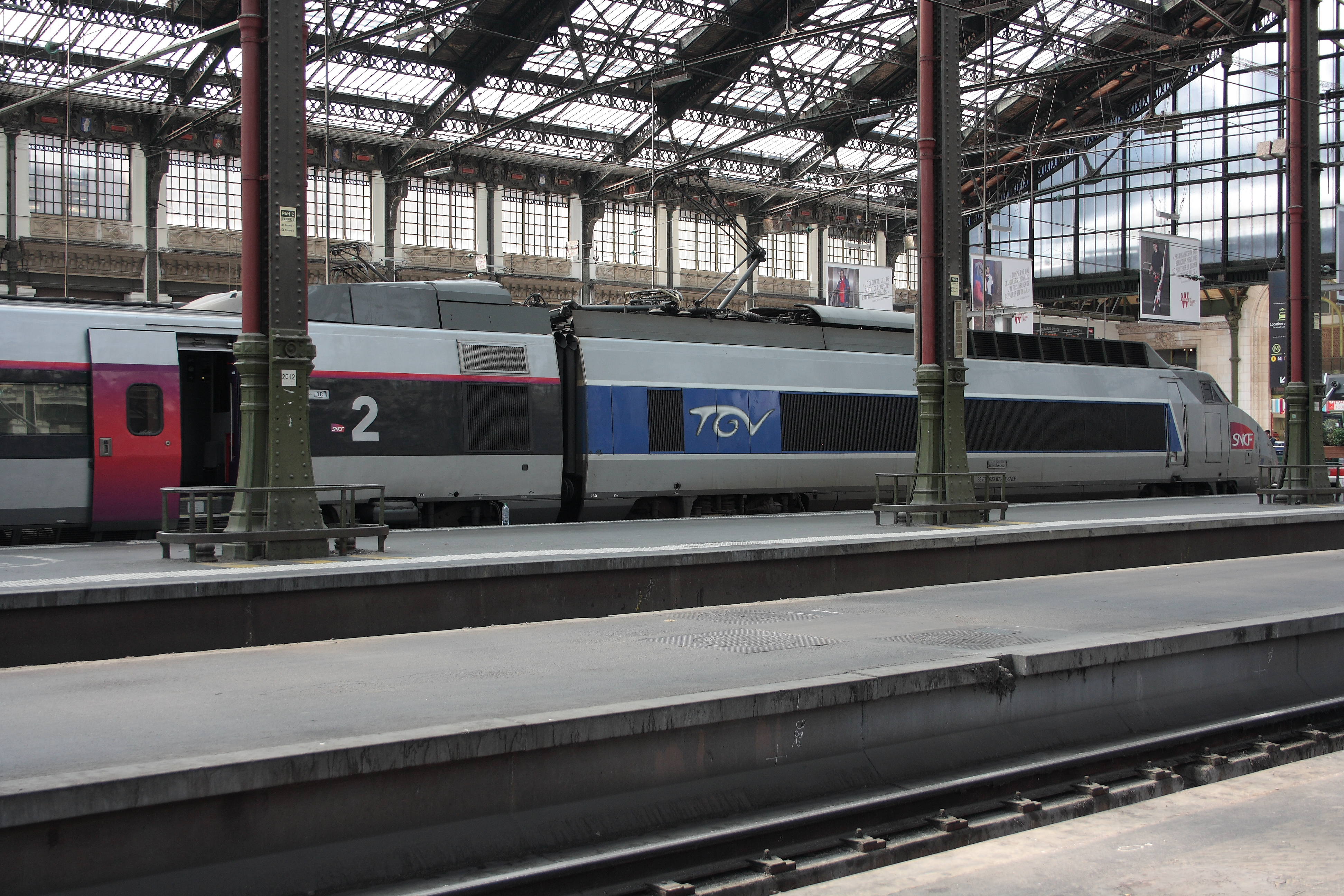
La rame 59 vue à Paris-Gare-de-Lyon, le 10 août 2015.

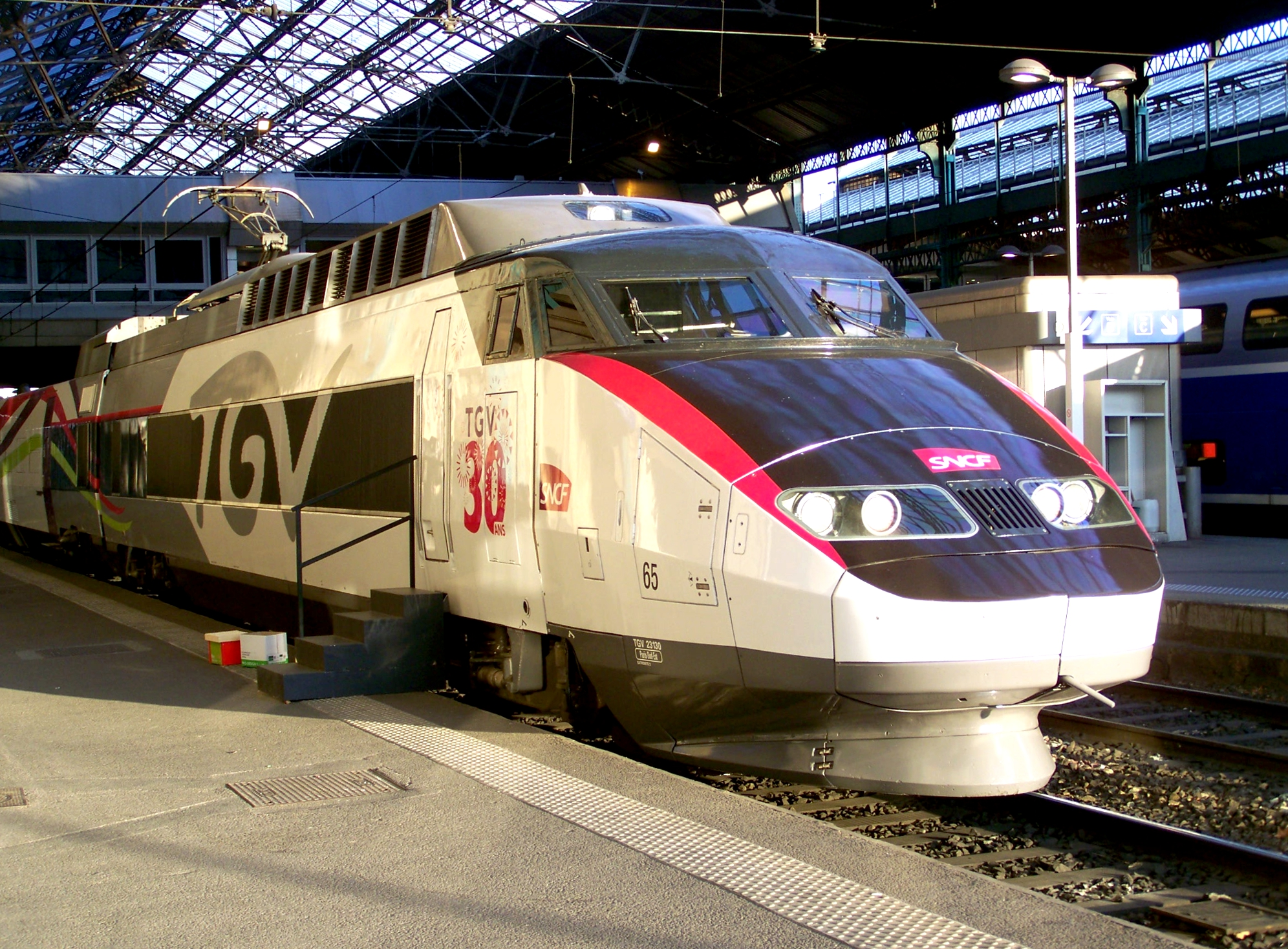
La rame 65 en livrée Carmillon (version spéciale « 30 ans du TGV »), vue à Lyon-Perrache le 16 avril 2011.

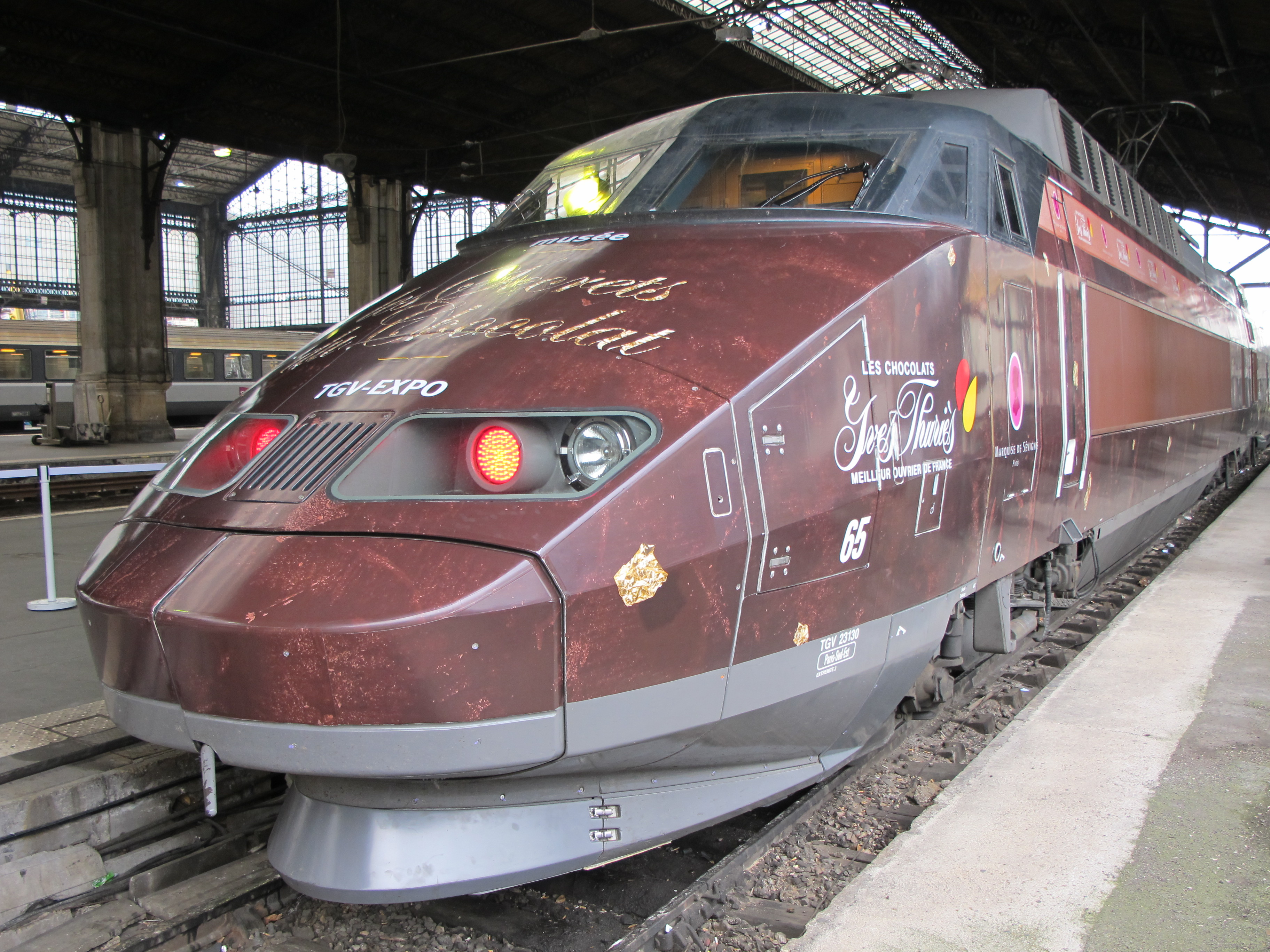
La même rame 65 en livrée « Les Secrets du Chocolat », vue à Paris-Austerlitz le 30 novembre 2012.

Les rames particulières (cette liste ne comprend pas celles qui sont préservées) sont :
- la 02, utilisée comme la 01 pour les essais de cette série de TGV, en étant alors surnommée « Sophie[9] ». En 2018, elle avait parcouru environ 14 millions de kilomètres depuis sa mise en service[8] ;
- la 09, qui a subi un incendie sur sa motrice 23018, aux ateliers du Landy, le 30 mai 2013[30],[15] ;
- la 10, qui a servi de prototype à la suspension pneumatique[2] (de type SR 10), destinée aux TGV Atlantique ainsi qu'aux autres séries de TGV (dont les PSE par rétrofit). Les tests ont été réalisés sous différentes configurations : remorque R5 (alias R15) extraite de ladite rame PSE 10, puis intégrée dans un train spécial d'essais avec une voiture de mesures, ou dans le TGV 001 (alors équipé de bogies porteurs Y 231 et démotorisé) tracté par la même rame 10 ; plus simplement, sur les bogies porteurs (quatre puis la moitié d'entre eux) de cette dernière[31] ;
- la 12, qui peut être signalée pour avoir remorqué, jusqu'à 280 km/h, la rame expérimentale allemande ICE-V sur la LGV Sud-Est (entre Combs-la-Ville et Le Creusot), en octobre 1988. Ces circulations avaient pour but de vérifier le comportement de cette dernière rame sur les voies françaises[32] ;
- la 13, qui a reçu en 2008 le pelliculage provisoire En train chez les Ch’tis (faisant ainsi référence au succès du film Bienvenue chez les Ch'tis)[33] ;
- la 20, dont les remorques d'origine ont été remplacées par celles de la rame 59[34], le 24 novembre 2016[15]. Elle devait ainsi être renumérotée 103[34] ;
- la 21, qui a testé l'infrastructure de la LGV Sud-Est en prélude à l'opération « TGV 100 »[35] ;
- la 22 (baptisée « Valenciennes »), où s'est déroulé l'attentat à la bombe du 31 décembre 1983 dans la voiture no 3 (de 1re classe), près de Tain-l'Hermitage, lors d'une mission Marseille – Paris-Gare-de-Lyon[36] ;
- la 23, qui a été utilisée dans le tournage du film Anthony Zimmer de Jérôme Salle, sorti en 2005. On voit ainsi l'une des extrémités de cette rame à Paris-Gare-de-Lyon, juste avant que Chiara Manzoni (Sophie Marceau) entre dans le train pour se rendre à Cannes. Par ailleurs, de la fin de 2018 jusqu'à sa radiation, ladite rame circule avec la motrice 23082 — issue de la rame 41 (qui fut radiée) —, en remplacement de la 23046 (accidentée le 17 septembre 2018, à Esquelbecq)[15] ;
- la 31, qui est la dernière rame sur laquelle a été effectuée la dernière rénovation (dite « rénovation 3 ») des TGV Sud-Est[25] ;
- la 33, à l'origine de 1re classe, a été transformée (à titre expérimental, entre 1992 et 1993) en rame uniquement de 2de classe avec des sièges à dossier inclinable, pour assurer la liaison nocturne Lille – Nice[12] ;
- la 38, qui a été transformée en deux demi-rames de TGV postal le 23 septembre 1993 ; sa motrice 23075 est alors renumérotée 923006, tandis que la 23076 est devenue la 923007[15] ;
- la 42, qui a reçu à la fin de 2012 le pelliculage provisoire Louvre-Lens[37] (ne concernait que ses motrices, avec sur leurs nez respectifs une reproduction du tableau La Liberté guidant le peuple) ;
- la 46, qui a été radiée le 16 novembre 2009, à la suite de l'accident de La Vavrette-Tossiat (le 19 décembre 2007)[38],[15],[39]. Sa motrice 23091 est utilisée sur la rame 60 depuis[15], à la suite de l'accident de la motrice 23119 contre un heurtoir à Dijon ;
- la 56, qui a déraillé le 14 décembre 1992 (en raison du blocage des essieux d'un bogie), en traversant la gare de Mâcon-Loché-TGV, lors de la mission no 920 (Annecy – Paris)[40] ;
- la 59, qui a subi un incendie sur sa motrice 23118, à hauteur de Vaulx-Milieu, le 20 février 2015. Sa motrice 23118 a été radiée le 16 juin 2015, et remplacée par la 23071 de la rame 36 (dont les autres éléments sont radiés). Cette dernière est à son tour radiée le 16 décembre 2016, tandis que la 23117 a servi de motrice de réserve de la même date jusqu'en 2019, et que les remorques ont été réaffectées sur la rame 20[15],[34] ;
- la 65, qui avait été aménagée en train exposition : le TGV Expérience (pour la commémoration des 30 ans du TGV[8]), en se déplaçant de gare en gare pour proposer des animations entre avril et septembre 2011. Sa livrée préfigurait la livrée Carmillon, portée par les autres rames encore en service fin 2017. Cette même rame 65 n'était d'ailleurs plus en service commercial et avait été reversée au pôle Trains-Expo (ce qui lui permettait d'avoir des pelliculages évènementiels — Train des secrets du chocolat fin 2012 et début 2013, ou encore le TGV Allianz[41] en septembre 2013 —) ;
- la 70, qui a été radiée le 10 mars 1989, à la suite de l'accident de Voiron (23 septembre 1988). Sa motrice 23140 a servi de motrice de réserve bicourant jusqu'au 25 novembre 2015[15], tandis que l'une des remorques d'extrémité — numérotée 823070 — a été utilisée (de 1991 à 1995) dans la rame prototype préfigurant le TGV Duplex[42] ;
- la 84, qui a été la dernière rame à avoir porté la livrée orange[2] ;
- la 87, qui a été la première rame modifiée pour être apte à 300 km/h, en février 1994. Elle reçut à titre temporaire un carénage des bogies moteurs[2] ;
- la 88, qui a servi en 1988 de prototype pour l'étude de la motorisation du TGV Atlantique (elle arbora alors une livrée spéciale, c'est-à-dire restant orange sauf la bande médiane, qui devient bleue en prélude à la livrée Atlantique)[43], tout en ayant eu ses bogies porteurs modifiés (par l'adjonction d'un deuxième amortisseur antilacet et d'une barre antiroulis supplémentaire)[44]. Elle établit à cette occasion un record officieux de vitesse (à 408,4 km/h), puis a été transformée en rame 118 tricourant[2] (cette dernière étant depuis radiée)[15]. Autre particularité, c'est dans le cadre de cette étude que la motrice 23176 (alors numérotée 02301) avait auparavant circulé seule, entre Angoulême et Bordeaux, de mars à mai 1987[2] ;
- la 89, dont la motrice 23177 (alors numérotée 02302) a également circulé seule (dans les mêmes conditions que celle précédemment mentionnée)[2] ;
- la 94, qui a été radiée le 25 octobre 2013 (à la suite de l'incendie de sa motrice 23188 près de Monchy-Humières, le 15 février 2013), mais la motrice 23187 a été réutilisée sur la rame 09 à la suite de l'incendie de la motrice 23018[15] ;
- la 98, dont la motrice 23196 a subi un accident à Brebières le 1er octobre 2015[15]. Finalement radiée le 11 décembre 2017, cette rame est de ce fait la dernière de la série à avoir porté la livrée Atlantique[15] ;
- la 99 : elle n'a jamais existé, en raison d'un décalage dans la numérotation des rames : la no 82 d'origine (tricourant), devenue la 110, a alors été remplacée par une nouvelle rame 82 (bicourant), tandis que les rames 100 à 102 étaient déjà en construction[2] ;
- la 101, qui a été modifiée (par l'EIM de Bischheim et Alstom) et utilisée comme démonstrateur TGV pendulaire (P01) — avec une livrée spéciale — entre mars 1998 et juin 2000, puis remise au type de série[45],[46] ;
- la 113 : une courte vidéo issue de la réalité, visible après le générique du film La femme et le TGV (en) (qui s'est donc inspiré de l'histoire d'amitié entre une riveraine de la voie ferrée, à Ferenbalm, et des conducteurs de TGV[47]), montre notamment la cabine de conduite de la motrice 33007.

### Préservations

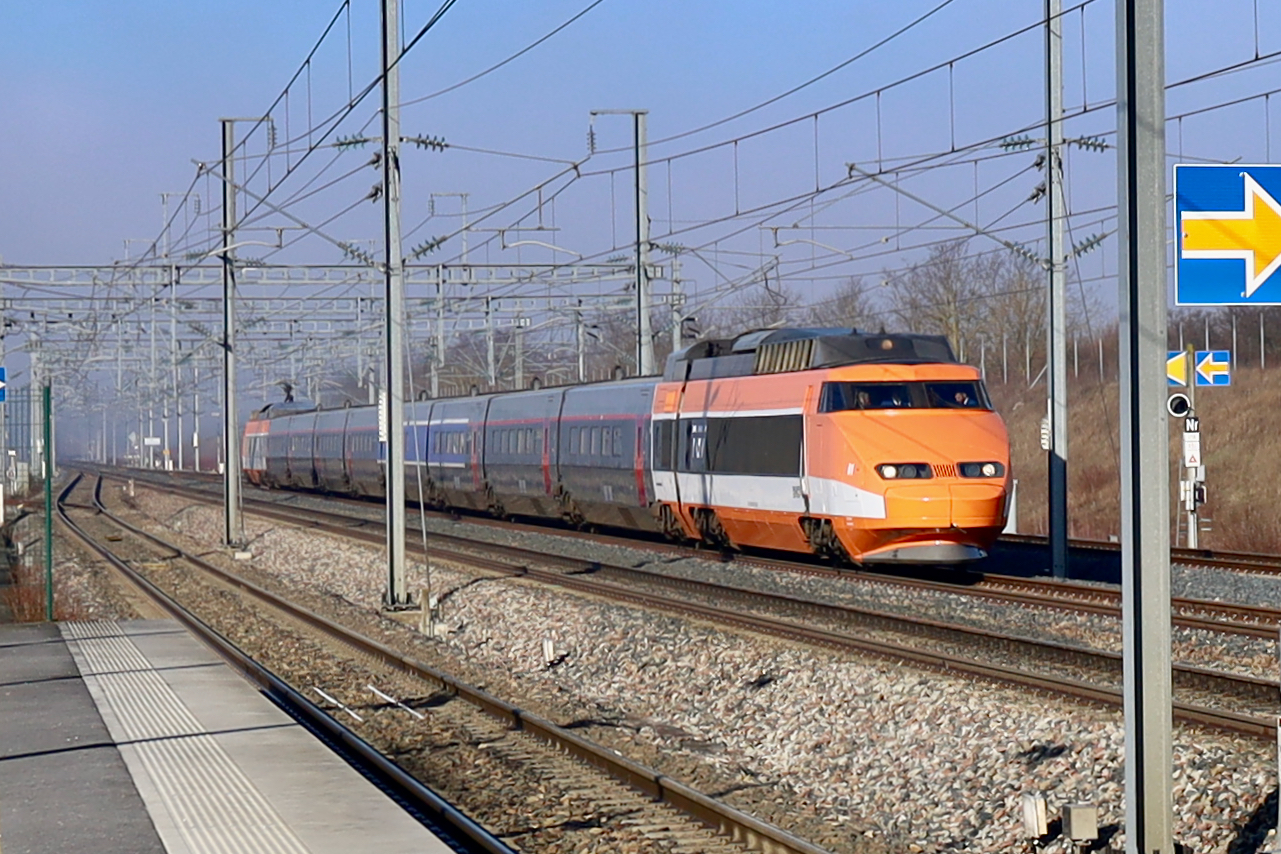
La rame 01 vue à, le 6 février 2020.

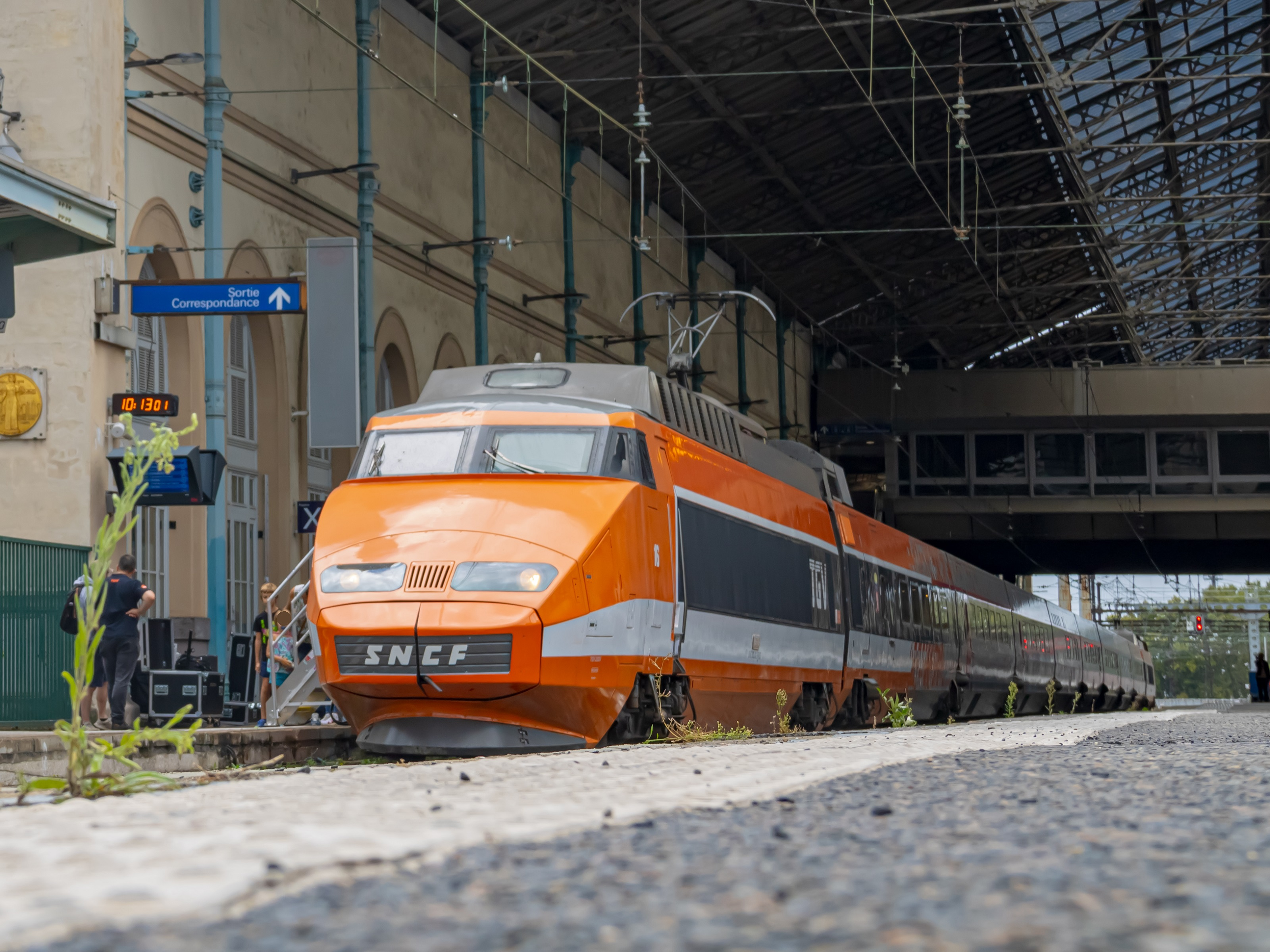
La rame 16 vue à Lyon-Perrache, le 16 septembre 2023.

- Rame no 01 : la motrice 23001 devait être préservée au technicentre de Bischheim, tandis que la remorque R1 aurait dû être exposée à la Cité du train (à Mulhouse)[48] ; finalement, seule la motrice 23002 est conservée au technicentre Sud-Est Européen (à Villeneuve-Saint-Georges)[48]. Cette rame a été utilisée, comme la 02, pour les essais de cette série de TGV, en étant alors surnommée « Patrick[9] ». En 2018, elle avait parcouru environ 14 millions de kilomètres depuis sa mise en service[8]. Elle a effectué une tournée des technicentres en février 2020, puis de plusieurs gares comme Paris-Gare-de-Lyon et Lyon-Perrache en mars 2020[49],[48] (le tout en étant simultanément revêtue des trois livrées qu'elle aura successivement porté durant sa carrière : orange, Atlantique et Carmillon)[50].
- Rame no 16 (entière) : au technicentre Sud-Est Européen[48]. Cette rame a réalisé le record du monde de vitesse sur rail à 380 km/h en 1981 (opération « TGV 100 »)[10],[8],[2],[11] ; le nombre de remorques avait alors été réduit à cinq, au lieu des huit habituelles[35]. Elle a également testé, au printemps 1987, un bogie de type Y 237 ; ce type allait par la suite équiper les rames TGV Atlantique[35],[44]. Par ailleurs, elle apparaît pendant tout le générique introductif du film Le Marginal de Jacques Deray, sorti en 1983. Enfin, dans le cadre de sa préservation et pour promouvoir la grande vitesse ferroviaire, cette rame a été envoyée en Tchéquie (notamment à Prague, ou encore au salon Rail Business Days à Brno) en juin 2022, pays où le gestionnaire d'infrastructure Správa železnic projette de construire un réseau de lignes à grande vitesse[51].
- Rame no 32 (motrice 23064, repeinte en livrée Carmillon) : au nouveau technicentre de Romilly[15],[52].
- Rame no 53 (motrice 23105 — uniquement la partie avant dont la cabine de conduite, section repeinte en livrée orange d'origine —) : à la Cité du train[15],[53].
- Rame no 57 : les motrices avaient été temporairement garées à l'ancien dépôt de La Chapelle, dans le cadre de l'exposition « Grand Train »[54] ; elles ont été utilisées pour pièces au Technicentre du Landy puis ferrailler à Culoz[15].
- Rame no 61 (motrice 23119 — issue de la rame 60 — sous le no 23121[55], une voiture de 1re classe et la voiture-bar) : remise en état d'origine (équipements, livrée, etc.) par le technicentre de Bischheim début 2015, et destinée à la Cité du train[15],[56].
- Rame no 112 (uniquement le pupitre de la motrice 33006) : au musée du cheminot, à Ambérieu-en-Bugey[15].

## Modélisme
Le TGV Sud-Est a été reproduit :

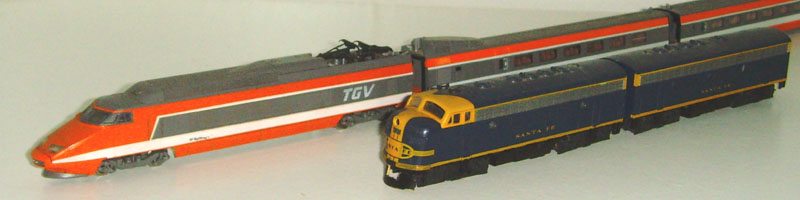
TGV Sud-Est et EMD F7, produits par Kato au 1:160 (N).

- en H0 par les firmes Jouef, Fobbi, Lima et REE Modèles ;
- en N par les firmes Kato, Bachmann et Lima ;
- par Lego, qui s'en est inspiré pour le set Horizon Express (reconnaissable notamment par sa couleur orange caractéristique).

## Sources